# Giò Pomodoro
Giò Pomodoro, all'anagrafe Giorgio Pomodoro (Orciano di Pesaro, 17 novembre 1930 – Milano, 21 dicembre 2002), è stato uno scultore, orafo, incisore e scenografo italiano.
Viene considerato uno fra i più importanti scultori astratti del panorama internazionale del XX secolo. Era il fratello minore dello scultore Arnaldo Pomodoro.

## Biografia
(Giò Pomodoro, Lettera allo scultore Bruce Beasley, 10 maggio 1998)

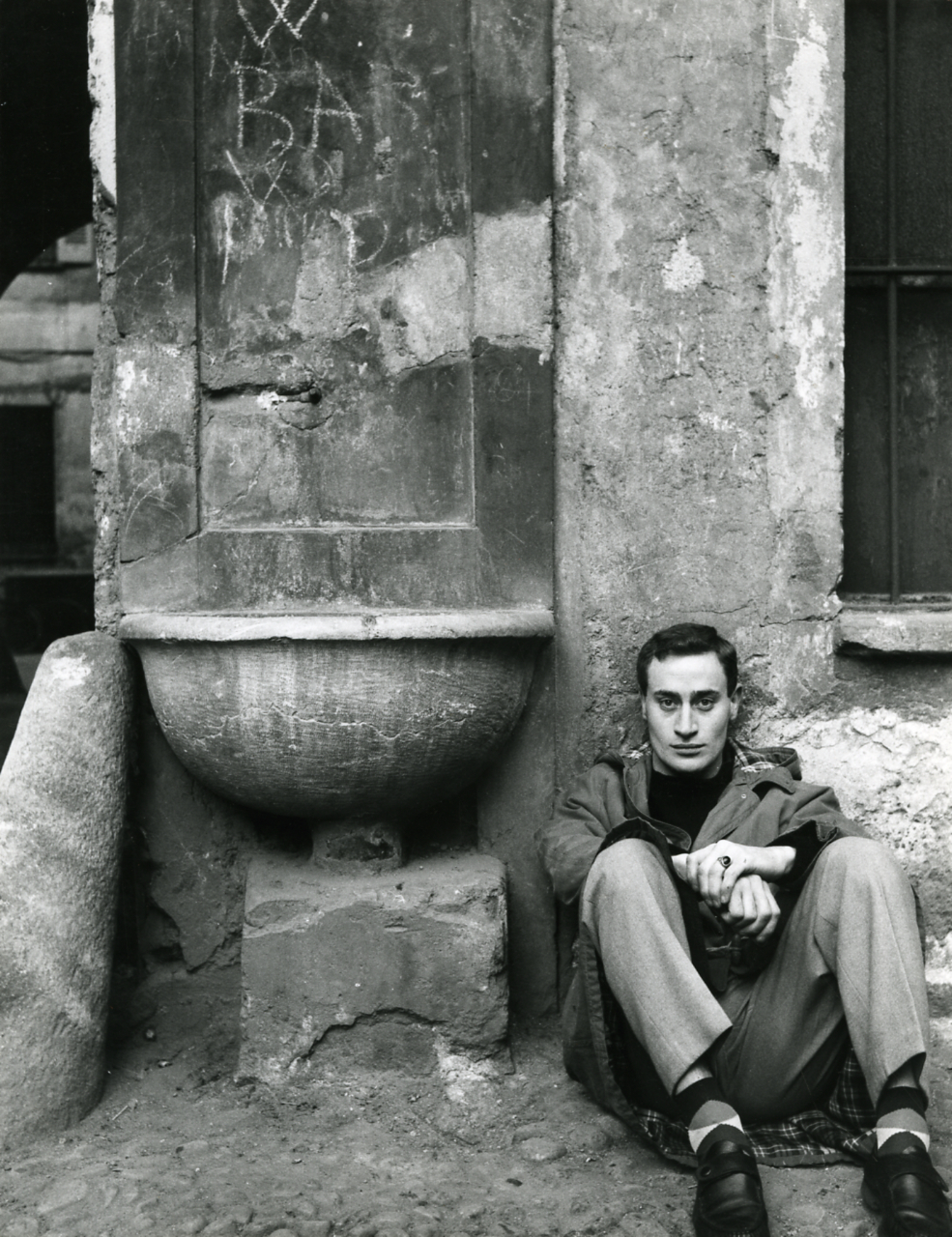
Giò Pomodoro fotografato da Paolo Monti nel 1958 (Fondo Paolo Monti, BEIC)

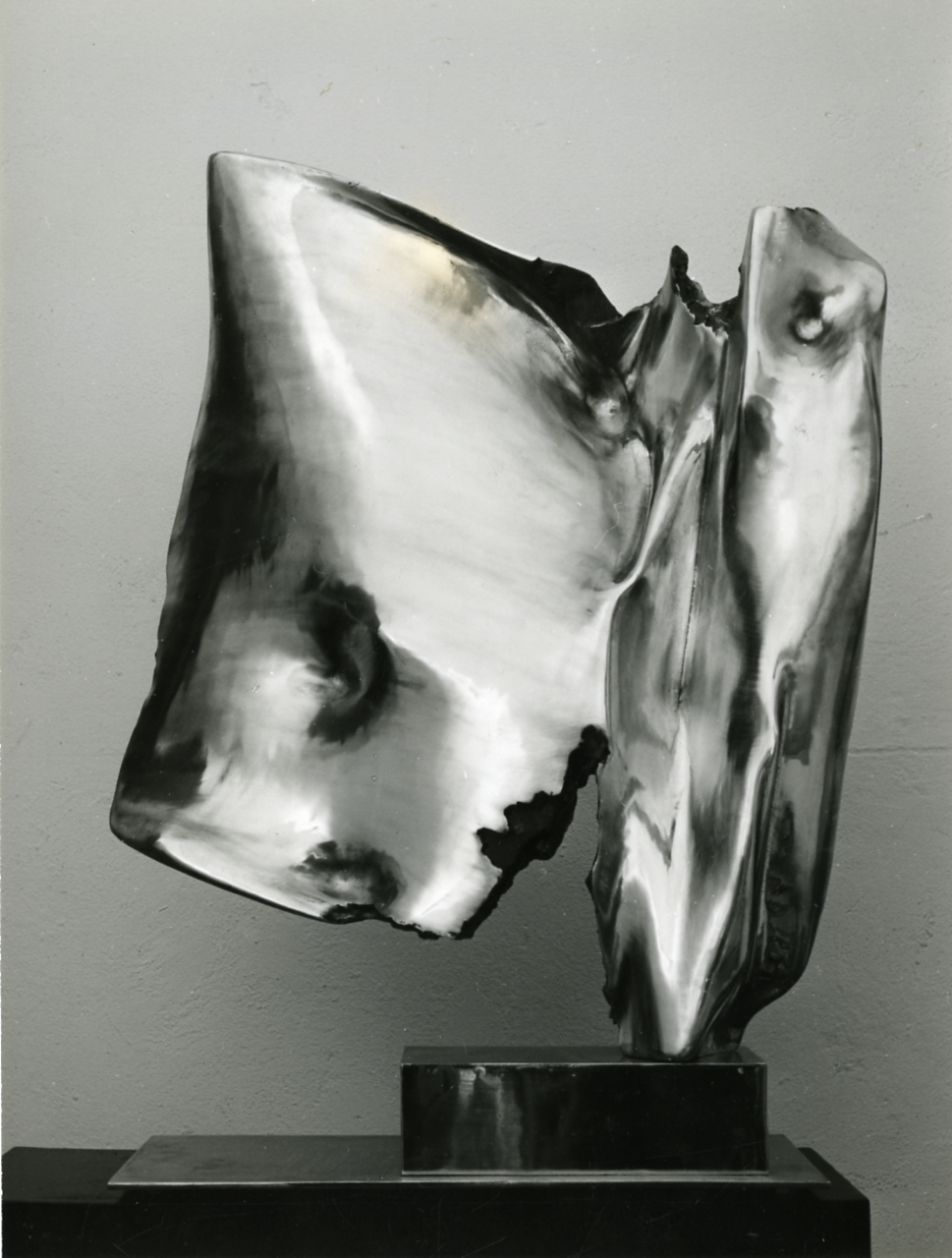
Scultura in bronzo, anni sessanta. Foto di Paolo Monti, 1965

Nacque ad Orciano di Pesaro il 17 novembre 1930. Studiò presso l'istituto per geometri di Pesaro, città in cui si trasferì con la famiglia nel 1945 e in cui imparò la cesellatura, nella bottega di un anziano orafo. Nel 1954 dopo la morte del padre e dopo un breve soggiorno a Firenze dove incontra l'architetto Gigliola Gagnoni, che diverrà sua moglie, si trasferì a Milano e, già a partire dal 1955, cominciò a esporre le sue opere a Firenze alla galleria Numero di Fiamma Vigo, poi alla galleria Montenapoleone e alla galleria del Naviglio di Milano, alla galleria del Cavallino di Venezia e alla galleria dell'Obelisco di Roma. Collaborò nella rivista Il Gesto e, assieme al fratello Arnaldo e con artisti, come Piero Dorazio, Gastone Novelli, Giulio Turcato, Tancredi Parmeggiani, Achille Perilli e Lucio Fontana, presentò delle opere alle mostre del gruppo Continuità, che vedevano la partecipazione anche dei critici Guido Ballo, Giulio Carlo Argan, e Franco Russoli.
Più tardi, però, si staccò da questi artisti e dapprima si diresse incontro a un pensiero di "rappresentazione razionale dei segni" (ca. 1953 - 1959) e si dedicò attivamente alla ricerca scultorea, partendo giovanissimo con le prime esperienze informali sul segno. In un secondo momento approdò al "ciclo della materia, del vuoto e della geometria" (ca. 1958 – 1972) con Superfici in tensione, Folle e poi trasformando le tensioni in torsioni con Soli, Archi e Spirali. Predilesse ampie aree fluttuanti in bronzo e grandi blocchi scolpiti nel marmo o squadrati con rigidezza nella pietra. In queste opere solitamente si aprono degli spazi vuoti che lasciano irrompere la luce del sole. Il sole è spesso il soggetto delle sue opere, a cui sono legati dei precisi significati ideologici dell'autore.
Fu invitato alla XXVIII Biennale di Venezia del 1956 ove espose gli Argenti fusi su osso di seppia, dedicati al poeta Ezra Pound. Nel 1959 fu invitato anche a documenta 2 di Kassel, in Germania, e vi espose Fluidità contrapposta e nello stesso anno partecipò alla Biennale dei giovani artisti di Parigi con Superfici in tensione, vincendo il premio per la scultura insieme ad Anthony Caro. Nel 1961 tenne due mostre personali alla galleria internazionale di Parigi e alla galleria Blu di Milano. Venne invitato per la seconda volta alla XXXI Biennale di Venezia del 1962. Dal 1965 si dedicò alle opere Radiali e Quadrati. Tra il 1966 e il 1967 soggiornò due volte negli Stati Uniti per presentare alcuni suoi lavori alla galleria Marlborough e alla galleria Martha Jackson di New York.

Opere nello studio dell'artista a Milano fotografate nel 1964-1965 da Paolo Monti
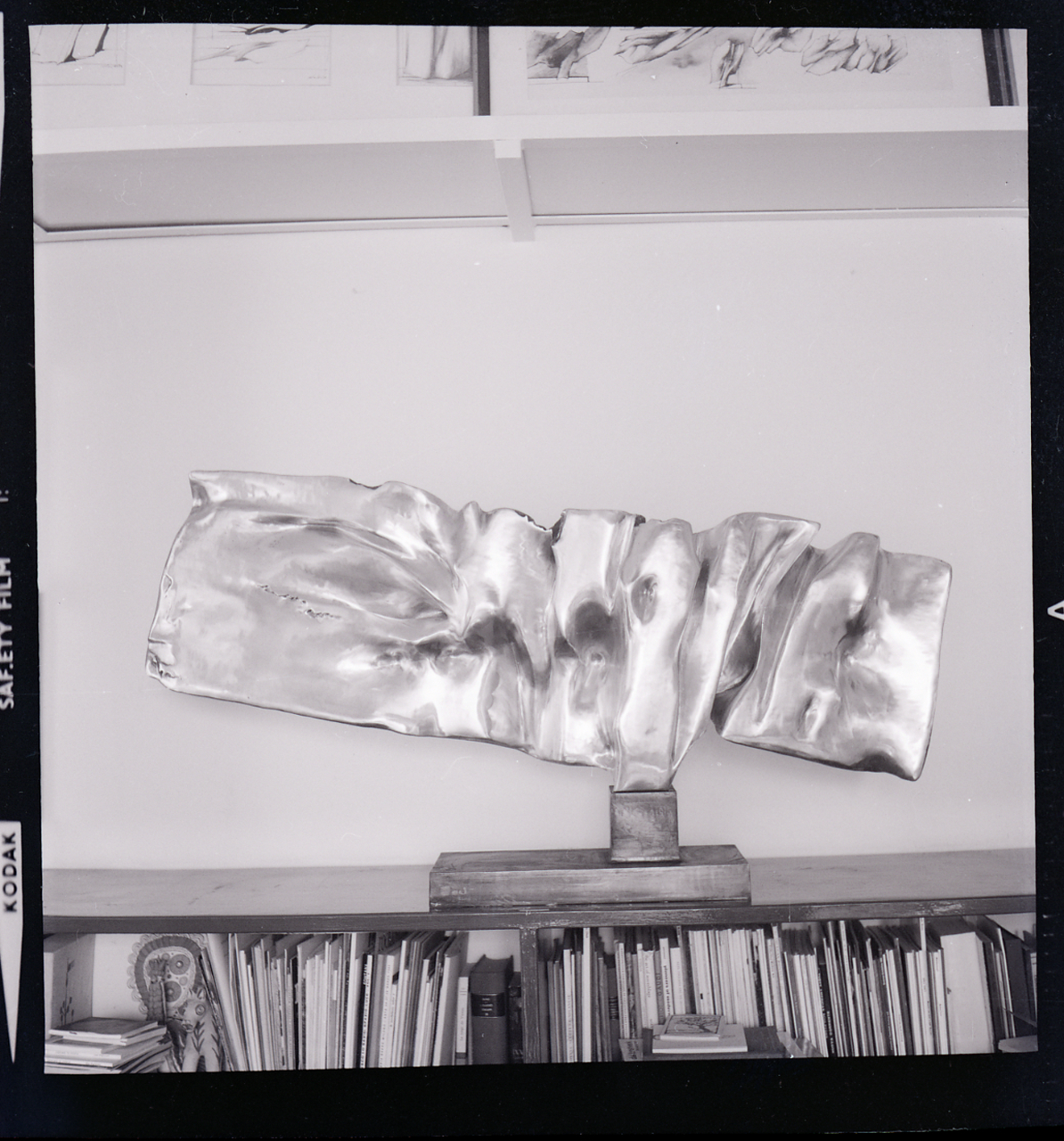
Scultura. Foto del 1964
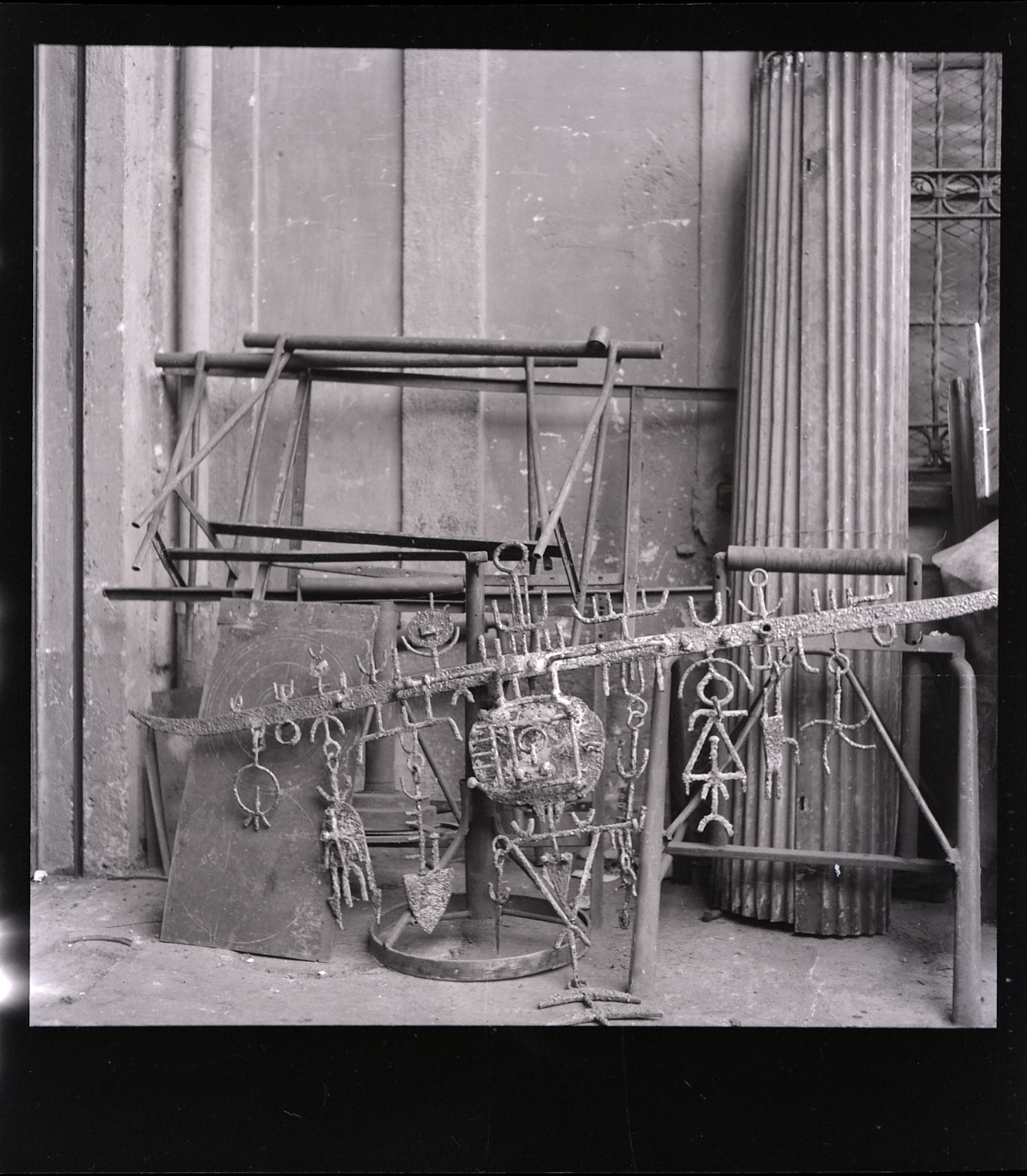
1965
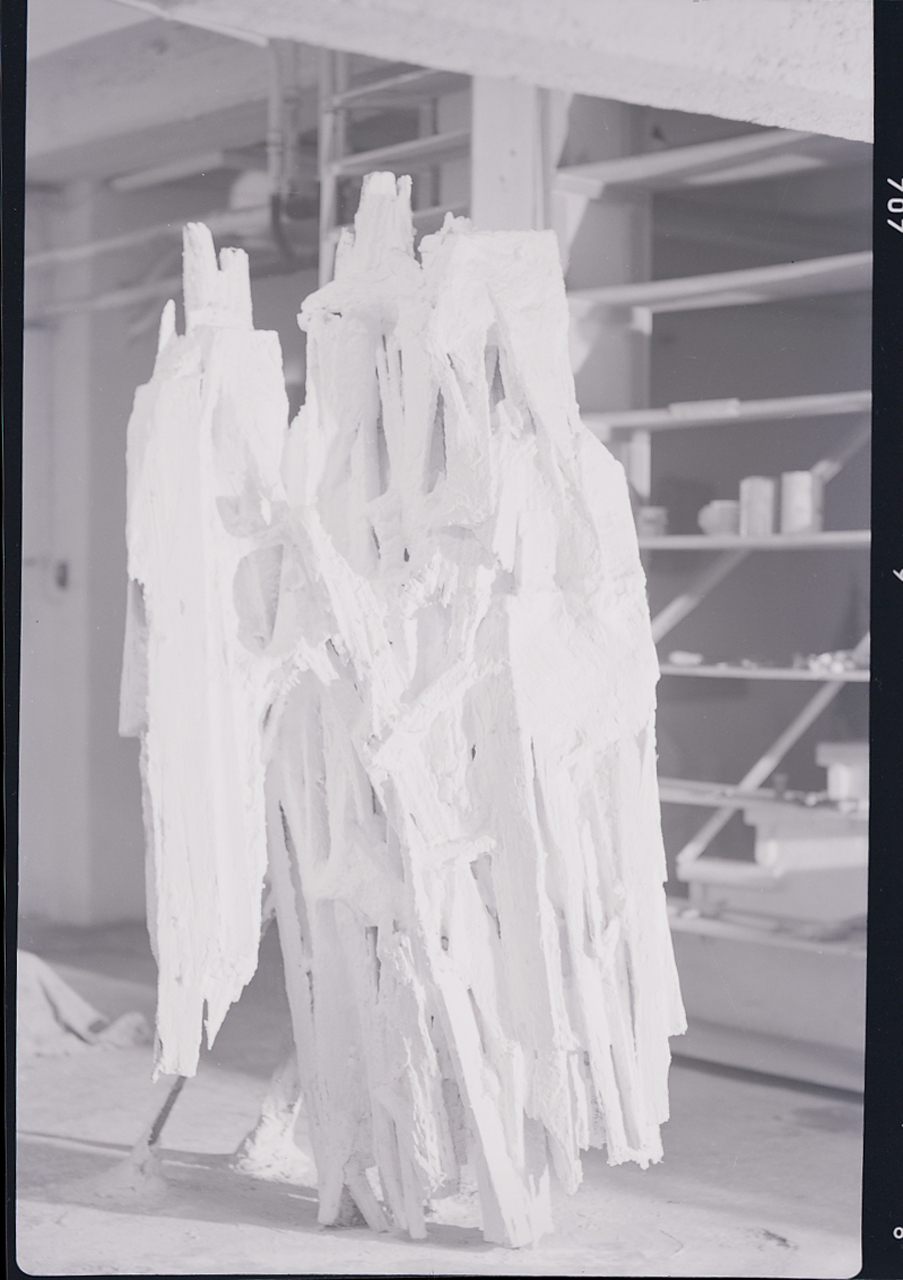
1965
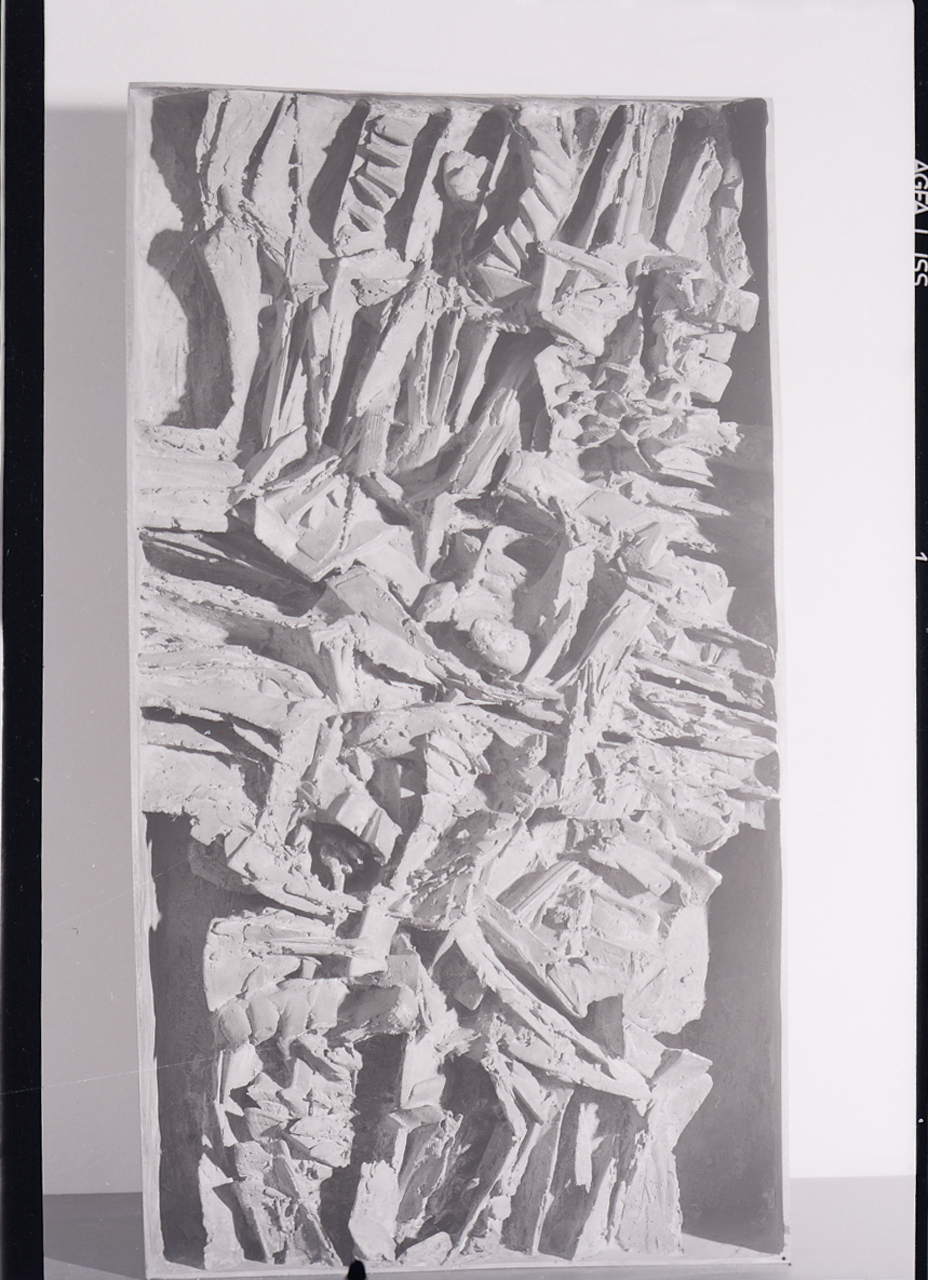
1965
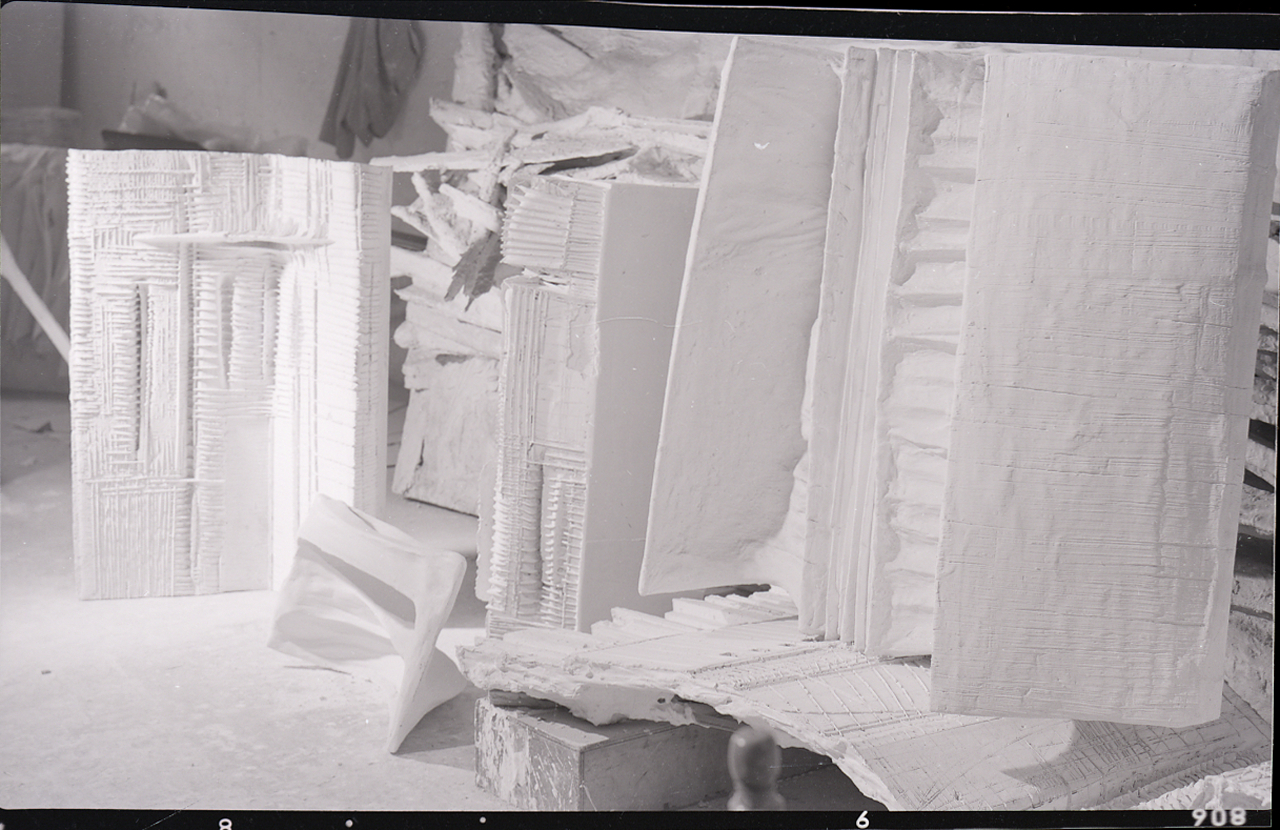
1965
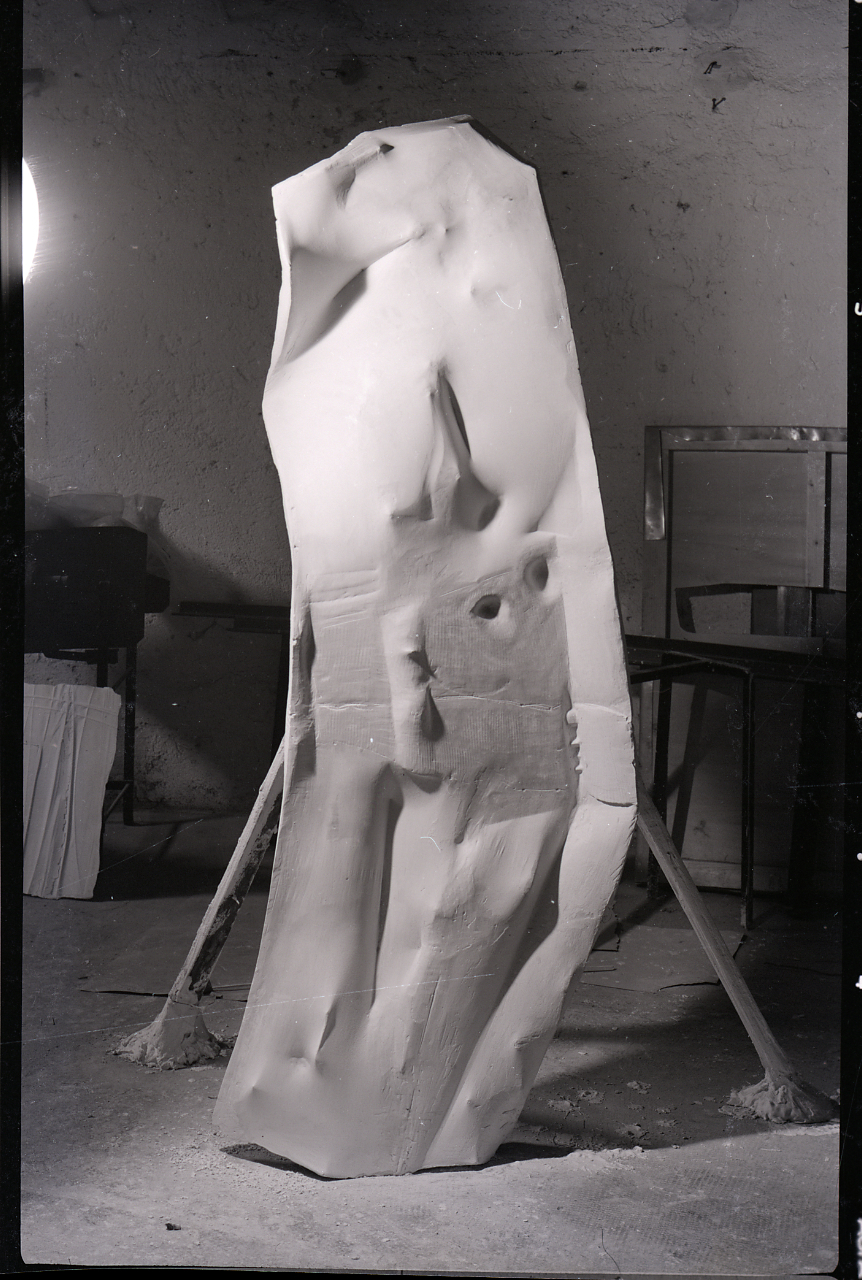
1965

A partire dagli anni settanta iniziarono gli ultimi due cicli della sua vita artistica, in cui si dedicò a numerose opere voluminose e monumentali presso il suo studio di Querceta di Seravezza in Versilia.
Nel 1978 realizzò anche le scenografie dell'opera verdiana La forza del destino, rappresentata all'Arena di Verona nell'estate dello stesso anno. In questo anno partecipò per la terza volta alla Biennale di Venezia. Nel 1980 si occupò della scenografia del Flauto magico di Mozart, rappresentato al Teatro La Fenice di Venezia. Nel 1984 prese parte alla sua quarta e ultima Biennale di Venezia.
Dopo essere stato colpito da ictus, sebbene risiedesse e vivesse a Querceta da tempo, decise di tornare a Milano, circondato ancora dalla sua arte, nel suo studio di via San Marco dove morì il 21 dicembre 2002.

## Opere monumentali
(Giò Pomodoro in The Emptiness of Space. A Conversation with Giò Pomodoro di Laura Tansini.)

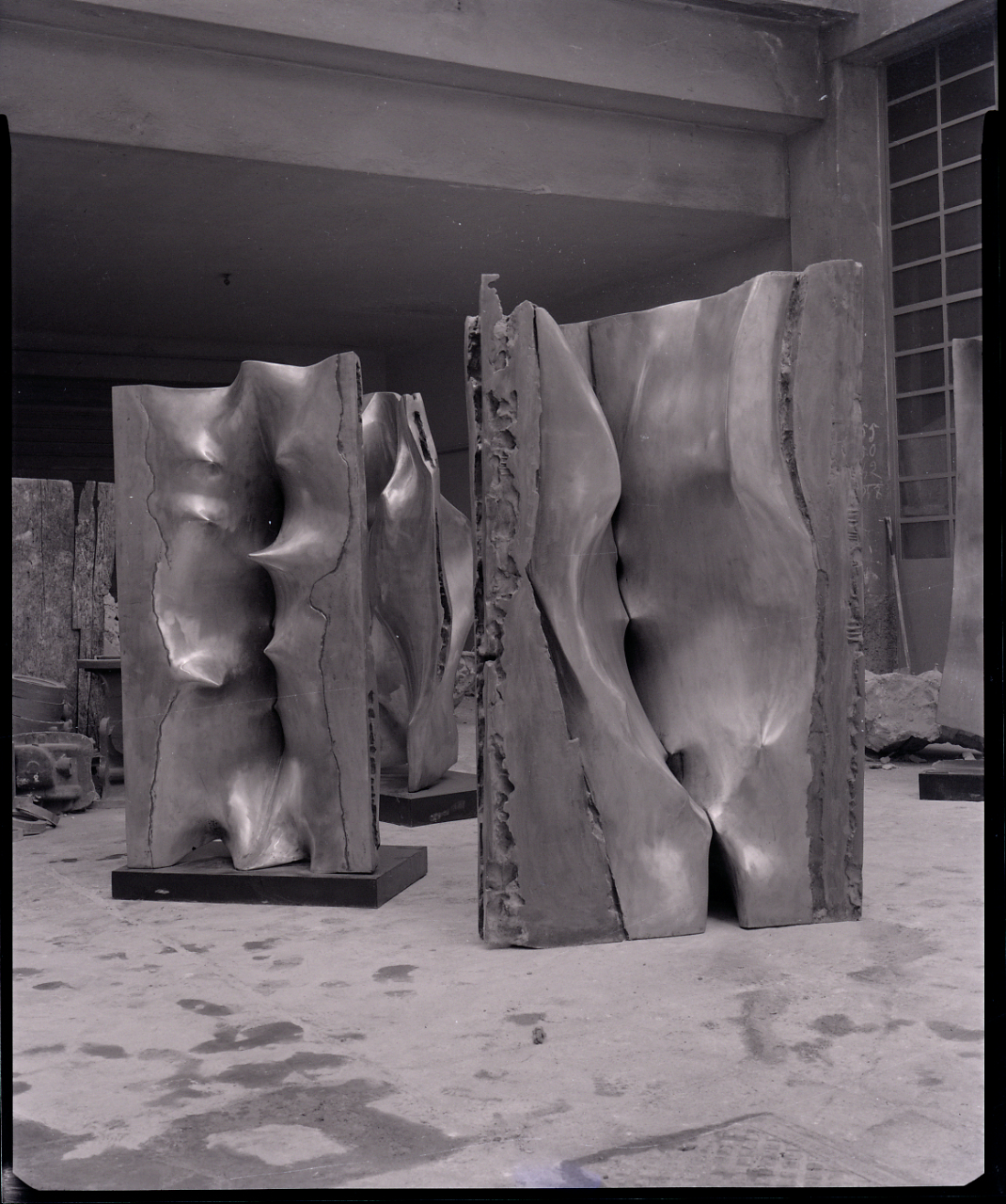
Opere di Giò Pomodoro nella Fonderia Val Camonica di Vimercate (Milano). Foto di Paolo Monti, 1965

Fra i suoi lavori più noti vi sono le grandi opere monumentali pubbliche in pietra e bronzo incentrate sulla fruizione sociale dell'opera d'arte. Fra queste grandi opere vanno ricordate:
- Piano d'Uso Collettivo, dedicato ad Antonio Gramsci presso Ales in Sardegna (1974),
- Teatro del Sole - 21 giugno, solstizio d'estate, piazza-fontana dedicata a Goethe a Francoforte (1976),
- Ponte dei Martiri – omaggio alla Resistenza a Ravenna, complesso architettonico a Ravenna (1980),
- Spirale all'aeroporto di Milano-Malpensa (1982),
- Sole - Luna - Albero, un complesso monumentale installato a Monza, nella piazza di via Ramazzotti, che comprende le sculture in pietra delle figure archetipe Sole, Luna e Albero, collegate tra loro da un percorso a fontana (1982),
- Sole aerospazio a Torino (1989),
- Luogo dei quattro punti cardinali, analogo al complesso di Monza, è un enorme luogo scolpito per l'incontro e la sosta della gente, frutto di una ricerca progettuale durata dieci anni e collocato all'interno del Parco Pubblico di Taino, di fronte al Lago Maggiore (1981-1991),
- Spirale per Galileo Galilei a Padova (1992),
- Scala solare - Omaggio a Keplero a Tel Aviv (1993),
- Sole per Galileo Galilei a Firenze (1997),
- Sole - agli italiani nel mondo a Genova (2001),
- Frammento di Vuoto I, piazza Roma a Carbonia (2002)
- Vela a Sestri Levante (2003),
- Fontanta/scultura a Chianciano Terme.
- Fontana "Giò PomodoroFontana "Giò Pomodoro", piazza Oberdan ad Atessa (CH), realizzata nel 2005. La fontana si trova all'ingresso del centro storico, alla salita del parcheggio multipiano. Fu progettata da Pomodoro, ma realizzata postuma da Giorgio Pardi, in pietra di Gravina in Puglia. Fu realizzata a memoria del fontanone monumentale del tardo ottocento, distrutto durante la seconda guerra mondiale.

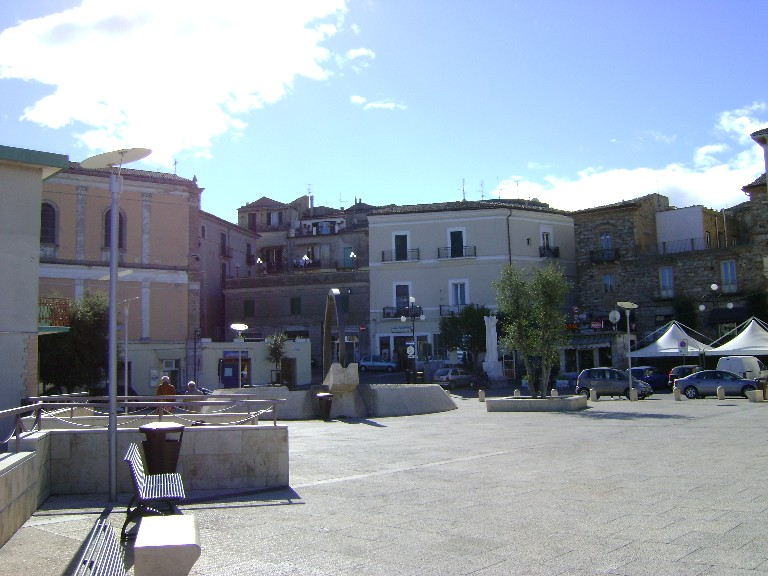
Atessa (CH), piazza Oberdan e fontana "Giò Pomodoro"

Per Orciano di Pesaro, suo paese d'origine dell'entroterra marchigiano, pensò e progettò una piazzetta nel centro storico, laddove un tempo sorgeva la sua casa natale, recante ai due lati dell'ingresso un Orcio e una Corda in bronzo e al centro l'opera in marmo intitolata Sole deposto da lui realizzati, che riporta alla base i versi di un celebre poeta suo conterraneo, in ricordo del suo attaccamento al luogo natio:
(Giacomo Leopardi, L'infinito)
La piazzetta progettata nel 1986, fu completata e inaugurata due anni dopo la morte dell'artista, il 20 giugno 2004, in presenza del figlio Bruto. 
Nel giugno 2004 gli eredi del fu Giò Pomodoro donarono a Forte dei Marmi la scultura La Figlia del Sole.
Nel dicembre 2014, la famiglia di Giò Pomodoro decise di donare al comune di Seravezza, in Versilia, l'opera Pilastro per Marat, del 1978, da collocare in uno spazio pubblico nella frazione di Querceta dove per quasi trent'anni l'artista aveva vissuto e lavorato.

## Opere museali
Molte sue opere, in pietra o in bronzo, sono presenti anche nelle collezioni pubbliche e private in tutto il mondo e in Italia, fra le quali vanno ricordate:
- Casa museo Remo Brindisi di Lido di Spina (FE).
- Galleria civica d'arte moderna e contemporanea di Torino.
- Galleria civica di arte contemporanea di Copparo (FE).
- Galleria nazionale d'arte moderna e contemporanea di Roma.
- Museo all'aperto Bilotti di Cosenza.
- Museo del Novecento di Milano.
- Museo Sandro Pertini di Savona.
- Museo Carandente, Palazzo Collicola - Arti visive di Spoleto.
- MAGI '900 - Museo delle eccellenze artistiche e storiche di Pieve di Cento (BO).
- Museo Palazzo Ricci di Macerata.
- Galleria d’Arte Moderna e Contemporanea di Messina.
- Collezione Roberto Casamonti, Firenze.

### Opere nei musei esteri
- Collezione di arte moderna della città di Jedda, in Arabia Saudita.
- Collezione Nelson Rockfeller di New York.
- ex-Fondation Veranneman in Belgio.
- Hirshhorn Museum and Sculpture Garden di Washington.
- Kunst und Museumverein di Wuppertal.
- Yorkshire Sculpture Park di Wakefield in Inghilterra.
- Musée d'Ixelles di Bruxelles.
- Museo di arte moderna di Città del Messico.

## Onorificenze
- Nel 2002, l'International Sculpture Center gli ha conferito il premio alla carriera "Lifetime Achievement Award in Contemporary Sculpture", assegnato anche ad altri artisti, quali Louise Bourgeois, Anthony Caro, Eduardo Chillida, Claes Oldenburg e Robert Rauschenberg, e mai prima di allora dedicato ad un artista italiano.
- Nel 2002, l'artista è stato onorato con un'opera senza titolo nel Simpósio Internacional de Esculturas do Brasil, a Brusque.[5]